# Shannon (Karolina Północna)
Shannon – jednostka osadnicza w Stanach Zjednoczonych, w stanie Karolina Północna, w hrabstwie Robeson.